# Los Angeles Herald-Examiner

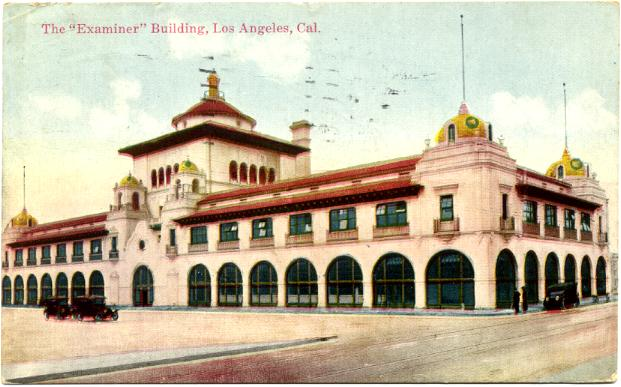
Prédio sede do jornal, de 1914.

O Los Angeles Herald-Examiner foi um jornal estadunidense da cidade de Los Angeles, Califórnia, publicado diariamente às tardes de segunda a sexta-feiras e pelas manhãs aos sábados e domingos. Teve sua última edição em 2 de novembro de 1989.

## Histórico
O diário fazia parte da Hearst Corporation, rede de jornais do milionário William Randolph Hearst e foi formado em 1962 pela fusão dos jornais Herald Express, fundado em 1871, e Examiner de 1903.
Chegou a ser o maior jornal do país e quando de seu fim, em 1989, acumulava grandes prejuízos e perdas em circulação; o então presidente da Hearst Co. declarou: "Não era um negócio perdido, mas um jornal vencedor".
Seu edifício-sede, erguido em 1914, faz parte do patrimônio histórico tombado da cidade de Los Angeles, segundo a Cultural Heritage Commission - comissão municipal do patrimônio cultural.